# Blätterhöhle
Die Blätterhöhle (Katasternummer 4611/090, vormals 4710/114) ist der heute noch zugängliche Teil einer ursprünglich größeren Felshöhle. Sie liegt am Weißenstein im Tal der Lenne in der westfälischen Stadt Hagen. Die dort entdeckten Menschenreste aus der späten Altsteinzeit, frühen und späten Mittelsteinzeit und der Jungsteinzeit sind von großer Bedeutung für die archäologische Forschung. Im Sommer 2010 wurde die Finanzierung eines Forschungsprojektes von der Deutschen Forschungsgemeinschaft zur Erforschung dieser Höhle genehmigt, das an der Universität zu Köln betreut wird. Seit 2014 erfolgen die Untersuchungen unter dem Dach eines Forschungsverbundes aus mehreren Universitäten, dem Landschaftsverband Westfalen-Lippe, dem Land Nordrhein-Westfalen und der Stadt Hagen.

## Lage der Höhle
Die Höhle befindet sich in einem sich zum Canyon verengenden Seitental der Lenne am „Weißenstein“ in Hagen-Holthausen. Die großen, leuchtend weißen Kalkfelsen des Weißensteins bilden eine weithin sichtbare Landmarke im unteren Lennetal. Topographisch steht das Felsmassiv am Anfang des Flussbereichs der Lenne, der sich ab Hohenlimburg nach Süden zu einem tiefen Gebirgstal verengt. Nördlich vom Weißenstein öffnet sich das Lennetal zu einer weiten Terrassenlandschaft, die durch das Ruhrtal und die südlichen Ausläufer des Ardeygebirges mit dem beherrschenden Syberg abgeschlossen wird.
In ihrer ursprünglichen Form entsprach die Blätterhöhle offenbar einem Abri bzw. einer großen Portalhöhle, deren Eingangsbereich etwa während der späten Mittelsteinzeit einstürzte. Nach neueren Erkenntnissen kommen solche Felsdächer und Überhänge an Felswänden im sauerländischen Massenkalk häufig vor. Da sie von meterhohen Hangsedimenten verschüttet sind, wurden sie – bis auf die Blätterhöhle – in diesem Gebiet noch nicht wissenschaftlich untersucht. Nach der Grabungskampagne im Sommer 2012 zeichnet sich die Decke einer mit Sediment vollständig verfüllten größeren Portalhöhle immer deutlicher ab.

### Teil einer Geschichtslandschaft
Die Umgebung der Blätterhöhle zählt zu den bedeutendsten Geschichtslandschaften in Nordrhein-Westfalen. Direkt gegenüber der Blätterhöhle befindet sich das imposante Felsentor der Hünenpforte, der Rest einer gewaltigen Einsturzhöhle.
In Blickrichtung vom Weißenstein nach Süden auf das Schloss Hohenlimburg endet die aus mitteldevonischem Massenkalk aufgebaute Felsformation mit dem Raffenberg, der die Ruine einer kurkölnischen Landesburg aus dem 13. Jahrhundert trägt. Die sich daran anschließenden Gebirgszüge gehören bereits zum sauerländischen Bergland. Südlich wird das Tal durch den Burgberg der 1242 erstmals urkundlich erwähnten Hohenlimburg abgeriegelt. In diesem engen Talabschnitt liegt die Oeger Höhle, in der zahlreiche archäologische Funde seit dem Jungpaläolithikum (jüngere Altsteinzeit) und vor allem aus der Jungsteinzeit entdeckt wurden.
Seit dem Mittelalter ranken sich um die romantisch gelegenen Felsformationen im Lennetal zahlreiche Sagen, Legenden und Mythen. Viele der im Volksglauben überlieferten Geschichten handeln von Riesen, Raubrittern, Zwergen, Werwölfen, Gespenstern und „Weißen Frauen“, die im Umfeld des Weißensteins, der Hünenpforte und des Raffenberges ihr Unwesen getrieben haben sollen.

### Naturschutzgebiet
Bei den Kalkbuchenwäldern auf dem Weißenstein, die einer einzigartigen Vegetation mit Orchideen und anderen geschützten Pflanzen und Tieren einen Lebensraum bieten, handelt es sich um ein Naturschutzgebiet von europäischem Rang (NSG Mastberg und Weißenstein). Der am Fuße des Weißensteins liegende Barmer Teich ist einer der wenigen verkarsteten Quellteiche in Europa und die einzige Vauclusequelle in Westfalen. Straßenbau und andere Baumaßnahmen haben diesen Teich in den 1960/70er Jahren in Teilen zerstört. Wie der gesamte Weißenstein stehen auch die Reste des Barmer Teiches unter Natur- und Landschaftsschutz.

## Fundgeschichte
Als archäologischer Fundplatz wurde die nähere Umgebung der Blätterhöhle bereits vor 1930 bekannt, nachdem der Hagener Lehrer Albert Schäfer auf dem Weißenstein und auf den Feldern in seinem Umfeld zahlreiche Steinartefakte entdeckte. Aus Höhlen an der Hünenpforte sind steinzeitliche Artefakte und prähistorische Keramikscherben bekannt. Sie wurden in die späte Altsteinzeit, in die Jungsteinzeit und in die Eisenzeit datiert.
1983 entdeckte der Arbeitskreis Kluterthöhle (AKKH) ein mit Laub verfülltes Loch, das unter der Katasternummer 4710/114 (später umgruppiert zu 4611/090) dokumentiert wurde. Die Höhle wurde als „Blätterloch“ in den Höhlenkataster eingetragen. Da der Weißenstein unter Naturschutz steht, wurde von weiteren Befahrungen durch die Höhlenforscher abgesehen.
Im Februar 2004 wurde der AKKH von der Stadt Hagen im Zusammenhang mit der geplanten Erweiterung des Steinbruchs Donnerkuhle beauftragt, die hydrologische Situation im Allgemeinen und den Grundwasserspiegel am Weißenstein im Besonderen zu untersuchen. Nach Einbau eines Höhlenschutztors wurden zur Überwindung einer Engstelle etwa 20 Tonnen Sediment, überwiegend Trümmer- und Felsschutt im verschütteten Eingangsbereich der Höhle, in etwa 250 Stunden entnommen. Da bei diesen Arbeiten Tierschädel und Kleinknochen gefunden wurden, entschloss sich der AKKH, das abgetragene Material in einer Halle für weitere Untersuchungen zwischenzulagern.
Im weiteren Verlauf der Grabungen, und zwar an einer eng begrenzten Stelle im Höhleninneren, die später bei wissenschaftlichen Grabungen eingehend untersucht wurde, wurden Menschenknochen (Schädel und Langknochen) gefunden. Die Grabungen wurden zunächst eingestellt. Nach Anzeige des Fundes bei der Unteren Denkmalbehörde bekam der AKKH die Freigabe, die Forschungen unter wissenschaftlicher Aufsicht fortzusetzen. Dabei gelang der Durchbruch in einen offenen, mit Sinter geschmückten Gangbereich.

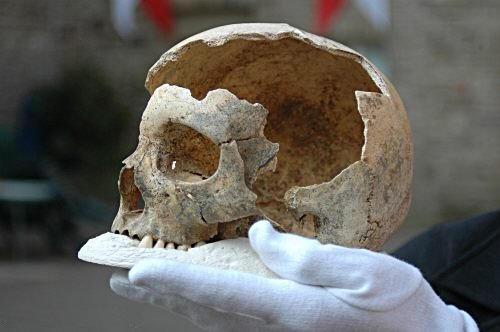
2004 in der Blätterhöhle gefundener Schädel einer Steinzeitfrau

Die Menschenknochen wurden zunächst seitens der Rechtsmedizin auf älter als 100 Jahre bestimmt. Ein für die Strafverfolgung relevantes Verbrechen war damit auszuschließen. Ralf Blank vom Historischen Centrum Hagen erkannte in den Knochen steinzeitliche Funde, andere Fachleute hielten sie aufgrund ihres guten Erhaltungszustandes für wenige 100 Jahre alt. Keine der beteiligten Stellen war bereit, die Kosten für eine Altersbestimmung der Funde zu übernehmen. Nach der Vermessung der Höhle durch den AKKH erstellte dieser einen ersten detaillierten Höhlenplan.
Im August 2004 gab der AKKH auf eigene Rechnung eine erste Datierung der Knochen nach der Radiokohlenstoffmethode in Auftrag; die Kosten wurden dem AKKH durch die Stadt Hagen erstattet. Anfang September 2004 wurde die älteste Knochenprobe auf ein Alter von 10.700 Jahren, die jüngste auf 5.600 Jahre datiert. Insgesamt konnten die Skelettreste in unterschiedliche Abschnitte der Mittelsteinzeit und der Jungsteinzeit datiert werden. Weitere Datierungen, die von der Stadt Hagen nach geäußerten Zweifeln unter anderem an der University of Oxford in Auftrag gegeben wurden, bestätigten teilweise auf das Jahr genau die ersten Radiokarbondaten.
Im November 2004 wurde ein Teil der Fundstücke erstmals im neu eröffneten Hagener Museum für Ur- und Frühgeschichte Schloss Werdringen ausgestellt. In einem Kooperationsvertrag zwischen der Stadt Hagen und dem Arbeitskreis Kluterthöhle wurde Anfang 2005 die weitere Zusammenarbeit geregelt. Aufgrund des Vertrages verblieben die Funde in Hagen, obwohl der AKKH nach § 984 BGB hälftiger Eigentümer der Funde ist. Daraufhin wurde die Blätterhöhle durch den AKKH mit einem zweiten Tor und einer Alarmanlage versehen. Die benachbarten Höhlen, Hufeisenhöhle und Sallowskihöhle, wurden ebenfalls vom AKKH verschlossen.
Weitere Datierungen und Funde bestätigten 2005 bis 2006 diese ersten Analysen, die durch weitere Ergebnisse ergänzt wurden. Anfang 2005 bildete sich eine Arbeitsgruppe aus Höhlenforschern und Wissenschaftlern aus verschiedenen Fachrichtungen unter der Leitung von Jörg Orschiedt. Sie untersucht seitdem die Funde und führt systematische Grabungen und Prospektionen im Fundgebiet durch. Umfangreiche Grabungen erfolgen auch vor der Höhle. Die ersten Grabungen und Untersuchungen wurden bis 2009 durch die Stadt Hagen finanziert und gefördert.
Die neu entdeckten Teile wurden im März 2006 durch den Arbeitskreis Kluterthöhle vermessen und ein kompletter Plan erstellt. Ein zweiter Höhlenteil mit 5 m Ganglänge und weiteren Menschenknochen wurde 2007 entdeckt. Der zweite Eingang wurde sofort vom AKKH verschlossen. 2009 wurde nach Aufmeißelung eines engen Schachtspaltes am Ende der Höhle durch den AKKH eine 10 m lange Fortsetzung entdeckt, in der bisher keine Menschenknochen entdeckt wurden.
Die wissenschaftlichen Grabungen und Untersuchungen werden bis heute fortgeführt. Parallel zu den Grabungen erfolgen unter anderem auch genetische Untersuchungen, die teilweise am Max-Planck-Institut Leipzig und an der Johannes-Gutenberg-Universität zu Mainz durchgeführt werden.

## Bedeutung der Funde
Die bis zu 11.300 Jahre alten mittelsteinzeitlichen Funde sowie 2022 entdeckte Menschenreste der späten Altsteinzeit vor rund 12.000 Jahren aus der Blätterhöhle sind die bisher frühesten direkten archäologischen Nachweise des anatomisch modernen Menschen (Homo sapiens) in Westfalen und im Ruhrgebiet. Darüber hinaus zählen diese Funde zu den frühesten Menschenresten aus der Nacheiszeit in Europa. Vergleichbar alte Menschenreste aus der Mittelsteinzeit sind vor allem aus Höhlen in Belgien und Süddeutschland bekannt. 2011 wurde das Schädelteil eines jugendlichen Menschen aus der Blätterhöhle auf das Alter von rund 11.300 Jahren datiert. 2023 kamen auch menschliche Überreste aus der späten Mittelsteinzeit vor etwa 6500 v. Chr. zu Tage, die im mitteleuropäischen Fundzusammenhang ebenfalls sehr selten sind und an der Grenze zum Neolithikum stehen. Die Menschenreste aus der späten Altsteinzeit, darunter der Unterkiefer eines 6–7-jährigen Kindes, stellen auch in West- und Mitteleuropa sehr seltene Funde dar. Begleitende naturwissenschaftliche Untersuchungen, die 2023 veröffentlicht wurden, belegen innerhalb der Jüngeren Dryas-Kaltzeit eine Warmphase, in der Jägergruppen aus dem heutigen Süddeutschland und Frankreich in den nördlichen Mittelgebirgsraum eingewandert sein müssen. Im Gegensatz zu den Stielspitzen der Rentierjäger des spätpäläolithischen Ahrensburg finden sich in der Blätterhöhle charakteristische Rückenspitzen zusammen mit Rothirsch und anderen Tieren, wie sie auch in Frankreich zusammen mit einer für eine Warmphase typischen Tierwelt gefunden wurden.
Altersmäßig vergleichbare Funde sind in Nordrhein-Westfalen bisher nur aus der rund 30 Kilometer entfernt im Hönnetal liegenden Balver Höhle bekannt. In unhorizontierten Altfunden einer Grabung von 1939 wurde hier über die Radiokohlenstoffmethode im Jahre 2003 das kleine Schädelfragment eines Menschen auf ein Alter von 10.400 Jahren datiert. Anders als in der Blätterhöhle sind die näheren Fundumstände und weitere Befunde nicht bekannt. Der Schädelrest ist im Westfälischen Museum für Archäologie in Herne ausgestellt.
Auch die jungsteinzeitlichen Funde aus der Blätterhöhle haben große Bedeutung. Bestattungen aus dieser Zeit, die der Michelsberger Kultur zuzurechnen sind, sind in Europa selten. Mit ihrer Datierung in eine Zeit zwischen 4000 und 3000 v. Chr. können die Skelettreste von jungsteinzeitlichen Menschen aus der Blätterhöhle in das Ende der Michelsberger Kultur und in eine frühe Phase der Wartberg-Kultur eingeordnet werden. Die Kultur erstellte auch Galeriegräber; unter anderem in Ostwestfalen, am Nordrand des Sauerlandes und in Nordhessen.
Aufgrund der Zusammensetzung, Datierung und Fundsituation ihrer steinzeitlichen Relikte zählt die Blätterhöhle zu den wichtigsten archäologischen Fundorten in Deutschland. Darüber hinaus sind die Funde von großer Bedeutung für die internationale Steinzeitforschung. Mit den Relikten und Befunden in der Blätterhöhle vergleichbare Fundkomplexe sind bisher nur aus Höhlen in Süddeutschland und Belgien bekannt geworden.
Die jungneolithischen Befunde zeigen eine Parallelgesellschaft aus Jägern/Sammlern und landwirtschaftlich orientierten Menschen. Sie wurden in dieser Form bislang selten archäologisch nachgewiesen.

## Archäologische Befunde
Die bisherigen archäologischen Untersuchungen identifizierten mindestens drei Nutzungsphasen der Höhle: Spätpaläolithikum, Frühmesolithikum und Jungneolithikum. Auf dem Vorplatz der Blätterhöhle ist ein nahezu vollständige Schichtenabfolgen vom (bislang) Spätpaläolithikum bis zum Endmesolithikum aufgeschlossen worden. Sie ist für den Mittelgebirgsraum derzeit einzigartig und ermöglicht auch klimatische Aussagen.
Die bisher im Innenraum der Höhle geborgenen mittelsteinzeitlichen Menschenreste, Tierknochen und Steinartefakte datieren vor allem in einen frühen Abschnitt von bis zu 11.300 Jahren. Bei Grabungen auf dem Vorplatz konnte außerdem über Feuerstellen und Fundschichten eine Stratigrafie von der frühen bis zur späten Mittelsteinzeit sowie erstmals 2016 auch aus der späten Altsteinzeit freigelegt und datiert werden. Dieser Befund ist für den Mittelgebirgsraum nördlich der Alpen bislang einzigartig. Die jungsteinzeitlichen Funde stammen aus einem Zeitraum zwischen 4000 und 3000 v. Chr. und dokumentieren eine Nutzung der Höhle als Begräbnisstätte. Sie liefern Erkenntnisse über Menschen aus der Übergangszeit vom Jung- zum Spätneolithikum.
Die mittelsteinzeitlichen Skelettreste stammen von zahlreichen Individuen, darunter auch Kleinkinder und Jugendliche, die zu unterschiedlichen Zeiten im Frühmesolithikum in der Höhle deponiert wurden. Die jungsteinzeitlichen Menschenreste repräsentieren ebenfalls verschiedene Altersgruppen, darunter Kinder, Jugendliche sowie erwachsene Männer und Frauen bis zum Greisenalter.
Weitere Befunde sind zu erwarten: Tiefer gelegene Sedimente in der Höhle und auf ihrem Vorplatz lassen ältere Fundschichten vermuten. Bei den Grabungen entdeckte Steinartefakte aus Tiergängen und einzelne C14 datierte Knochen und Holzkohlen aus Bohrungen in tieferen Schichten reichen bislang bereits in das späte Jungpaläolithikum.
Im Umfeld der Höhle befinden sich weitere, zum Teil verschüttete, Felsdächer und Höhlen, die ebenfalls untersucht werden. Darüber hinaus liegen mehrere Oberflächenfundplätze im näheren Umkreis, die zahlreiche Artefakte aus dem Mittelpaläolithikum und aus den folgenden prähistorischen Epochen lieferten.
Wie die Blätterhöhle wurden auch die anderen Fundplätze in ihrer Umgebung ab 2004 unter verschärften Bodendenkmalschutz gestellt. Nach Meldungen in der Presse und im Fernsehen dürfen sie nur noch für wissenschaftliche Untersuchungen und nach einer vorherigen Genehmigung abgesucht und besichtigt werden, um zu verhindern, dass wichtige archäologische Funde in Privatsammlungen und im Antiquitätenhandel verschwinden.
Die Blätterhöhle und weitere Fundpunkte sind deshalb unter anderem durch Alarmanlagen, Sensoren und Kameras gesichert. Bisher wurden nach Meldungen bereits mehrere Strafanzeigen wegen illegaler Fundsuche und Raubgräberei gestellt. Einige dieser Personen wurden daraufhin auch belangt.

## Erforschung
Die Funde und der Fundort werden seit 2004 von einem internationalen Forschungsteam untersucht. Neben der Analyse von Knochen, Zähnen, Pollen und Sedimenten in verschiedenen Laboren werden seit 2006 auch größere Grabungen in der Höhle, auf ihrem Vorplatz und in ihrem Umfeld durchgeführt. Eine erste zusammenfassende wissenschaftliche Veröffentlichung der bis 2005 bei der Untersuchung der menschlichen Überreste gewonnenen Ergebnisse wurde im Januar 2007 von den Archäologen Jörg Orschiedt und Flora Gröning vorgelegt (siehe Literatur).
Die Ausgrabungen im Juli und August 2006 bestätigten, dass der Eingangsbereich zur Höhle ursprünglich viel größer gewesen war, als durch die heutige Situation vermittelt wird. Das eigentliche Portal der Höhle liegt nach den Untersuchungen unter meterhohen Sedimenten von Hang- und Frostschutt verborgen. Auf dem Vorplatz der Höhle wurden im Sommer 2006 bei wissenschaftlichen Ausgrabungen wichtige Befunde festgestellt, die neue Hinweise auf die Nutzung der Blätterhöhle geben.
Neben den Spuren einer Feuerstelle wurden bei der Grabung im August 2006 mehrere charakteristische Mikrolithen, viele andere Steinartefakte, zahlreiche Knochenreste von Wildtieren und das Teil eines menschlichen Schädeldaches entdeckt. Auch die Untersuchung von Sedimenten um Tierbaue in der Höhle lieferte eine große Zahl weiterer steinzeitlicher Funde, weitere menschliche Fragmente, Keramik und Steinartefakte, darunter wiederum Mikrolithen aus der Mittelsteinzeit.
Bei den Grabungen im Sommer 2007 wurden in der Höhle weitere Steinwerkzeuge und Knochen entdeckt. Wichtig ist der Befund von drei großen Wildschweinschädeln, die zusammen mit einem Teil gefunden wurden, das genau an den Schädel des mittelsteinzeitlichen Menschen angepasst werden konnte. Nach Meinung der Archäologen deutet das auf eine Deponierung in der frühen Mittelsteinzeit hin. Allerdings wurden auch Steinwerkzeuge gefunden, die offenbar älter sind und aus der späten Altsteinzeit stammen.
Im Frühjahr und Sommer 2008 liefen weitere Grabungen in der Höhle und auf ihrem Vorplatz, über die bisher noch keine Veröffentlichungen vorgelegt wurden. Bekannt wurde, dass einer der drei großen Wildschweinschädel, die zusammen mit den menschlichen Überresten aus der frühen Mittelsteinzeit 2007 in der Höhle entdeckt wurden, nach einer C14-Datierung das gleiche Alter besitzt. Dies wird als Hinweis gewertet, dass die Schädel als Beigabe für eine oder mehrere Bestattungen gedient haben. Aus der frühen Nacheiszeit sind vergleichbare Befunde in Europa bisher unbekannt.
Seit Sommer 2010 werden die Forschungsarbeiten durch die DFG finanziert. Ein eigenes Projekt an der Universität Köln steht unter der Leitung des Archäologen Jörg Orschiedt, der auch in den vorausgegangenen Jahren die Erforschung betreute.
Genetische Untersuchungen eines internationalen Forschungsteams ab 2012 erbrachten für die Blätterhöhle erstmals den Nachweis einer neolithischen Parallelgesellschaft aus Jäger/Sammlern sowie einer agrarisch orientierten Bevölkerung.
Offenbar hatten sowohl Jäger und Sammler, wie auch neolithische Bauern, die Höhle vor 5000 bis 6000 Jahren als Friedhof benutzt, was für eine Absprache zwischen beiden durch ihre Lebensweisen getrennten Gruppen spricht. Auswertungen der Skelettfunde ergaben, dass sich die Ernährung beider Gruppen strikt unterschied, dass es jedoch auch sexuelle Kontakte gegeben haben muss, denn in der Höhle wurden auch gemeinsame Nachkommen gefunden, die sowohl Gene der Wildbeuter wie Gene der Bauern aufwiesen. Dabei handelte es sich um Nachkommen männlicher Bauern und weiblicher Jäger und Sammler, mitochondriale DNA von Bäuerinnen wurde bei den gemischten Nachkommen beider Gruppen nicht gefunden.

## Aufbewahrung der Funde

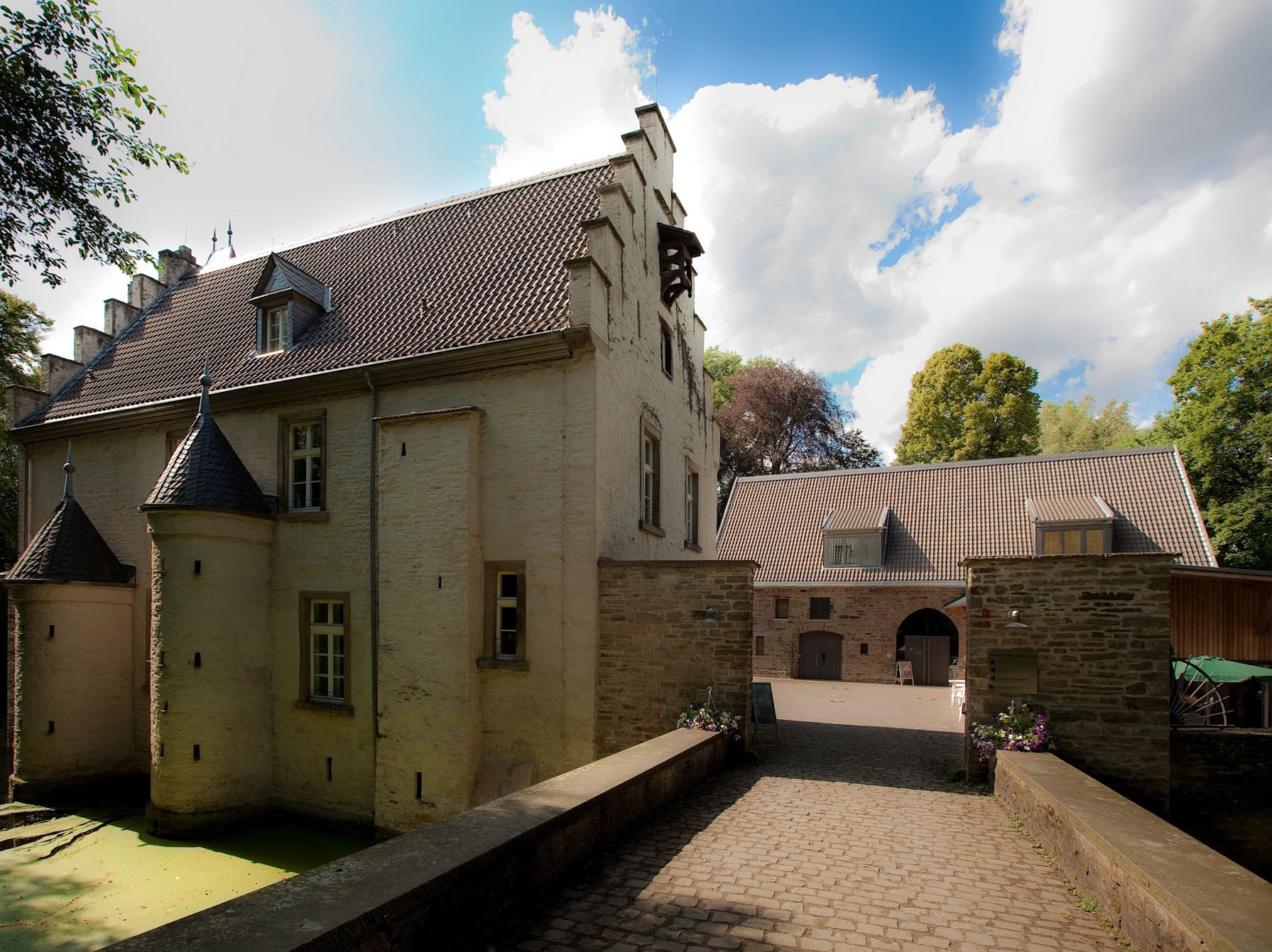
Archäologiemuseum Hagen, Wasserschloss Werdringen – Ausstellungsort mehrerer Funde aus der Blätterhöhle

Das Fundmaterial wird im Archäologiemuseum Hagen im Wasserschloss Werdringen in Hagen aufbewahrt und dort zum Teil auch ausgestellt. Die Stadt Hagen hatte sich nach der Entdeckung der Funde konsequent um einen Verbleib in Hagen bemüht. Dadurch wurde verhindert, dass diese wichtigen Funde wie die Fossilien aus der Ziegeleigrube Vorhalle in andere Museen gelangten. Die Funde aus Vorhalle sind deshalb nur noch als Leihgaben in Hagen zu sehen.
In der Ausstellung „Achtung Ausgrabung!“ im LWL-Archäologiemuseum in Herne (1. November 2007 – 10. August 2008) war der Blätterhöhle ein eigener Raum gewidmet, wo zeitweise auch die Originalfunde ausgestellt wurden. Im Begleitheft zur Ausstellung werden die aktuellen Forschungsergebnisse vorgestellt.
Funde aus der Blätterhöhle waren in der nordrhein-westfälischen Landesausstellung 2010/11 zu sehen. Im 2009 eröffneten Ruhr Museum in Essen werden als Leihgaben der Stadt Hagen ebenfalls Funde aus der Blätterhöhle, unter anderem die Nachbildung eines Schädels, präsentiert.
Von Juni 2010 bis Februar 2011 wurde im Historischen Centrum Hagen die Sonderausstellung „Das Geheimnis der Blätterhöhle. Auf der Suche nach den ältesten Westfalen“ gezeigt.
In der Archäologischen Landesausstellung NRW im LVR-Landesmuseum in Bonn (5. September 2015 bis 4. September 2016) bildeten die jungneolithischen Menschenreste aus der Blätterhöhle sowie die Gesichtsrekonstruktion eines Frauenschädels ein zentrales Ausstellungsthema.

## Bekannte Höhlen in der Umgebung
- Oeger Höhle, Hagen-Hohenlimburg (zum Teil zerstört)
- Hünenpforte, Hagen-Hohenlimburg (Einsturzhöhle mit Höhlensystem)
- Balver Höhle, Balve, Märkischer Kreis
- Hohler Stein, Rüthen, Kreis Soest
- Martinshöhle, Iserlohn-Letmathe, Märkischer Kreis (zerstört)
- Grürmannshöhle, Iserlohn-Letmathe, Märkischer Kreis
- Dechenhöhle, Iserlohn-Letmathe, Märkischer Kreis (Schauhöhle)
- Kluterthöhle, Ennepetal, Ennepe-Ruhr-Kreis (Schauhöhle)
- Heinrichshöhle, Hemer, Märkischer Kreis (Schauhöhle)
- Reckenhöhle, Balve-Binolen, Märkischer Kreis (Schauhöhle)

### Fotos, Videos und virtuelle Rundgänge
- Bildergalerie von Funden aus der Blätterhöhle auf Spiegel.de
- Laserscan und virtueller Rundgang durch die Blätterhöhle
- Fernsehbericht des WDR (2011) über die Grabungen in der Höhle
- https://www.youtube.com/watch?v=za1fw_eH1Uc